# 北城街道 (玉溪市)
北城街道，是中华人民共和国云南省玉溪市红塔区下辖的一个乡镇级行政单位。

## 行政区划
北城街道下辖以下地区：
北城社区、大营社区、夏井社区、东前社区、古城社区、王棋社区、后所社区、皂角社区、梅园社区、高桥社区、莲池社区、刺桐关社区和大石板社区。